# Republika Tarnobrzeska

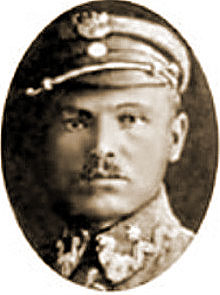
Tomasz Dąbal

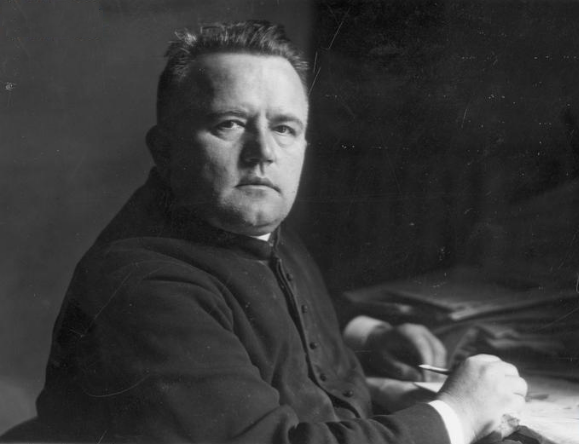
Eugeniusz Okoń

Republika Tarnobrzeska – potoczna nazwa obszaru objętego ruchem chłopów tarnobrzeskich, w konsekwencji którego 6 listopada 1918 na 30-tysięcznym wiecu chłopskim w Tarnobrzegu powstał Komitet Rewolucyjny oraz oddziały milicji ludowej. Uchwalono także usunięcie władz mianowanych przez Polską Komisję Likwidacyjną i powołanie własnych władz terenowych, w praktyce jednak trwała dwuwładza, a oba jej ośrodki koegzystowały, gdyż komitet rewolucyjny pełnił przez pewien czas funkcję rady przybocznej komisarza powiatu. Republika obejmowała tereny leżące w widłach Wisły i Sanu. Centrum republiki stanowiły Tarnobrzeg i Grębowszczyzna. Republikę tworzyły dwa nurty – polityczny, skoncentrowany wokół radykalnych polityków ruchu chłopskiego, którzy starali się zarządzać za pomocą wieców, oraz nurt niezorganizowany, kierowany przez bandy rabunkowe i dezerterów z byłej armii austriackiej, którego głównym motywem były cele rabunkowe.  

## Historia
31 października 1918 roku do Tarnobrzega dotarła wieść o rozpadzie Austro-Węgier. Szybko powołano Powiatowy Komitet Samoobrony złożony głównie z działaczy Narodowej Demokracji i ludzi podległych Zdzisławowi Tarnowskiemu, komitet od razu podporządkował się Polskiej Komisji Likwidacyjnej. Chłopi w większości nie darzyli sympatią nowych władz. Wkrótce potem w Tarnobrzegu i okolicznych wsiach następowało spontaniczne rozbrajanie żandarmerii austro-węgierskiej tylko częściowo związane z nowo tworzącymi się władzami. W rozbrajaniu brali udział zwłaszcza polscy żołnierze austro-węgierskiej armii, którzy znaleźli się w rodzinnych okolicach w ramach urlopu lub po dezercji. W Tarnobrzegu rada powiatu usunęła z urzędu dotychczasowego starostę, Kazimierza Federowicza, i na jego miejsce powołała jednego z urzędników – Eugeniusza Strzyżowskiego. 2 listopada komitet wydał odezwę do ludności informującą o przejęciu z rąk austriackich całej władzy, łącznie z sądowniczą. Uznał też, że władzę wojskową w Tarnobrzegu objął delegowany przez Polską Komendę Wojskową w Krakowie por. Tomasz Dąbal, który na jeden dzień aresztował dotychczasowego dowódcę tarnobrzeskiej żandarmerii. Następnie usuwano urzędników, pozostawiając tych, których zdaniem komitetu uważano za rzetelnych i oddanych Polsce.

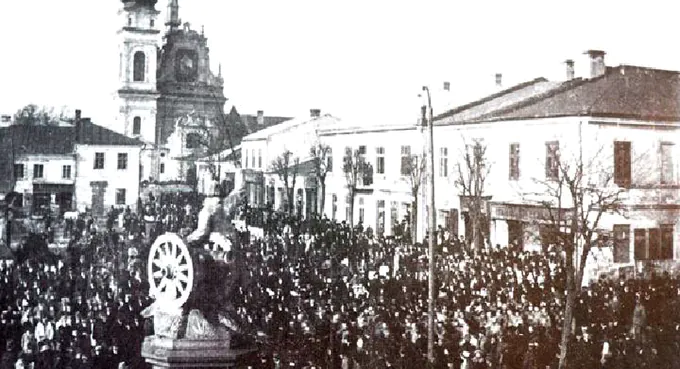
Wiec pod pomnikiem Bartosza Głowackiego w czasie istnienia Republiki

6 listopada 1918 roku pod pomnikiem Bartosza Głowackiego w Tarnobrzegu odbył się wiec, w którym udział wzięło 30 tysięcy osób (głównie chłopów). W czasie wiecu przemawiali między innymi Eugeniusz Okoń (poseł z Kolbuszowej na Sejm krajowy w Galicji) i Tomasz Dąbal, ich mowy były silnie antyszlacheckie. W czasie wiecu powołano Powiatową Radę Ludową (nazywaną również często komitetem rewolucyjnym); Eugeniusz Okoń, Tomasz Dąbal i Franciszek Krempa ogłosili powstanie Ludowej Republiki Tarnobrzeskiej. W czasie wiecu popierający istnienie Republiki Tarnobrzeskiej przejęli władzę nad miastem. Na czele Republiki stanęli: Jan Gruszczyński (przewodniczący K.R.), Tomasz Dąbal (dowódca milicji ludowej i sekretarz K.R.) i ksiądz Eugeniusz Okoń; ważnymi postaciami byli także Wincenty Buczek (wiceprzewodniczący K.R.) oraz Franciszek Krempa (skarbnik K.R.). Dąbala mianowano majorem. Głównym postulatem władz republiki było przekazanie ziemi chłopom. Powołano Powiatową Radę Chłopską, zwołano także sejmik powiatowy wybierany w powszechnych i tajnych wyborach (prawo głosu otrzymały również kobiety). Wiec uchwalił zniesienie dotychczasowej administracji (rad gminnych, wójtów) i żandarmerii. Urzędy mieli objąć nowo wybrani urzędnicy, a żandarmerię miała zastąpić milicja ludowa. Odwołano mandaty tarnobrzeskich posłów w pozostałościach austro-węgierskich ciał Zdzisława Tarnowskiego, Ignacego Rosnera i Zygmunta Lasockiego. Ich miejsce mieli zająć przedstawiciele wsi: Wryk i Zieliński oraz miast: dr Jaroszewski. Mandat miał też zachować Okoń. Władzę sanitarną w związku ze stanem epidemii przekazano dr. Urbanikowi. Wkrótce powstało Prezydium Rady Chłopskiej oraz zespół powiatowych referentów; niedługo po swoim powstaniu Powiatowa Rada Chłopska wysłała swojego delegata do Tymczasowego Rządu Ludowego w Lublinie.
7 listopada 1918 roku Republika Tarnobrzeska poparła Tymczasowy Rząd Ludowy w Lublinie. Jednocześnie utrzymywano kontakty z PKL w Krakowie, formalnie uznającą zwierzchnictwo warszawskiej Rady Regencyjnej. Rząd lubelski uznał Republikę Tarnobrzeską za podległą sobie, nakazując aresztowanie opornych, w szczególności Tarnowskiego. Edward Rydz-Śmigły, minister tego rządu, potwierdził awans Dąbala na majora i obiecał wsparcie militarne. Po rozwiązaniu tego rządu władze Republiki Tarnobrzeskiej w swoich odezwach odwoływały się do autorytetu naczelnika państwa Piłsudskiego. W praktyce jednak wpływ rządu centralnego w Warszawie na administrację rejonu tarnobrzeskiego był symboliczny. Natomiast aktywnym członkiem Polskiej Komisji Likwidacyjnej w Krakowie był Zygmunt Lasocki, były starosta tarnobrzeski. Działacze Republiki Tarnobrzeskiej utrzymywali również kontakty z innymi działaczami ludowymi w okolicy, np. Kazimierzem Czarnym i Janem Bielakiem, którzy próbowali w Kolbuszowej stworzyć analogiczną radę, szybko jednak zastąpioną przez prawicowe władze. Wobec słabości władz przy dużym ubóstwie spotęgowanym wojną dochodziło w tym okresie do incydentów kryminalnych, także zabójstw, które nie zawsze udało się osądzić. 13 listopada tego samego roku po jednym z wieców republiki część wiecujących chłopów zdecydowała się napaść na Żydów mieszkających we wsiach lasowiackich; splądrowano wtedy wiele sklepów żydowskich. W tym dniu w Rozwadowie pobito Żyda, na co zareagowała zarówno milicja, jak i wojsko, używając broni i zabijając jednego z atakujących. Wówczas tłum zwrócił się przeciwko wojsku i milicji, które musiały się wycofać, a tłum zaczął szabrować miasto, łącznie z wojskowym magazynem broni. Plądrowanie zostało spacyfikowane po przybyciu posiłków wojskowych z innych miast. Z czasem władze miasta zaczęły nasyłać drobne oddziały wojskowe na organizowane dwa razy w tygodniu wiece, jednak chłopi zazwyczaj bezkrwawo pokonywali żołnierzy.
W pewnym okresie w Tarnobrzegu i okolicach trwała dwuwładza. Władze wyłonione na wiecach, także zwane komitetem powiatowym, rezydowały w siedzibie Rady powiatu. W połowie listopada Polska Komisja Likwidacyjna postanowiła przenieść Strzyżowskiego do Kolbuszowej, a na jego miejsce komisarzem, czyli tymczasowym starostą powiatu mianowała Jana Bochniaka. Komitet sprzeciwił się temu, żądając uznania Strzyżowskiego za stałego starostę. Wobec braku reakcji PKL, sam ogłosił rządcą powiatu Stefana Grzywacza, gospodarza z Gorzyc. Strzyżowski, który jeszcze nie zdał urzędu, nie zgodził się na oddanie go Grzywaczowi bez nominacji PKL. Po kilku tygodniach PKL odwołała Dąbala z kierowania żandarmerią, powołując na jej komendanta Stanisława Borowca. Od tego momentu na nowo obsadzano posterunki żandarmerii, w międzyczasie często obsadzone przez podległych Dąbalowi milicjantów, z reguły przywracając do służby żandarmów z czasów Galicji. To było polem konfliktów i czasem ten sam posterunek był kilkukrotnie obsadzany przez różne załogi. W połowie listopada miejscowa ludność powszechnie odwoływała wójtów, czasem z użyciem przemocy fizycznej, i powoływała nowych, przy biernej postawie władz powiatu, które ostatecznie legalizowały tak wyłaniane władze gminne.
W połowie listopada Dąbal działając zarówno jako komendant wojskowy mianowany przez PKL, jak i jeden z przywódców Republiki Tarnobrzeskiej i odwołując się do autorytetu Piłsudskiego wydał odezwę wzywającą do zaciągnięcia się do wojska w celu utworzenia pułku sandomierskiego do udziału w wojnie polsko-ukraińskiej. Jednocześnie agitował przeciwko zaciąganiu się do wojska. Z tego względu władze wojskowe najpierw odwołały go z funkcji komendanta powiatowego, a potem wydaliły ze służby. Ostatecznie rejon tarnobrzeski uznano za niespokojny na tyle, że wojsko pozostawiono na miejscu. Pod koniec listopada ogłoszono wybory do sejmu ustawodawczego. Okręg wyborczy nr 44 z siedzibą komisji wyborczej w Tarnobrzegu obejmował powiaty: tarnobrzeski, niżański, kolbuszowski i mielecki, a do podziału było 6 mandatów poselskich. Przedstawiciele Republiki Tarnobrzeskiej wystawili listę nr 2 z kandydaturami Dąbala, Krempy, Okonia i in. Wiece pod pomnikiem Głowackiego stały się wiecami wyborczymi tej listy, a wiece innych kandydatów rozbijano. W tej sytuacji 4 inne stronnictwa utworzyły koalicję wyborczą. PKL, obawiając się zaognienia konfliktu, poszła na chwilowe ustępstwa wobec Republiki Tarnobrzeskiej, po kilku dniach urzędowania Bochniaka na komisarza powiatowego powołała Benedykta Łąckiego. Był on sekretarzem hr. Lasockiego, ale, inaugurując swoje urzędowanie, zwrócił się do rady przybocznej powiatu, której przewodniczyli Dąbal i Okoń i uznał ludowe władze, a one uznały jego. Ponieważ Dąbal jawnie nawoływał do przemocy, postanowiono go aresztować, ale udało mu się zbiec i kontynuował działalność polityczną.
6 stycznia 1919 roku w czasie wiecu w Baranowie Sandomierskim zgodnie z rozkazem władz aresztowany został Eugeniusz Okoń i osadzony w rzeszowskim więzieniu z zarzutami zdrady stanu. 8 stycznia chłopi mieszkający w Mokrzyszowie zabrali zboże ze spichlerza Tarnowskich, a mieszkańcy Stal, Żupawy, Jeziórka i Grębowa konie, bydło oraz ziemniaki pochodzące z dworskich zabudowań rozdali najbiedniejszym. Działające w tych wsiach, a także w Kępiu Zaleszańskim, grupy określano jako czerwoną gwardię i wiązano ich działalność z wpływami komunistycznymi. 11 stycznia chłopi zaatakowali dwór Dolańskich w Grębowie, odmówili także płacenia długów i dzierżawy. Do pacyfikacji „czerwonej gwardii” oprócz miejscowej żandarmerii sprowadzono lotną kompanię żandarmerii por. Makowskiego. Zbuntowani chłopi zostali zaatakowani przez wojsko, ponad 4000 osób zostało wtedy wychłostanych; aresztowano także 350 osób, kilka osób zginęło; wydarzenie to było końcem Republiki Tarnobrzeskiej. W czasie pacyfikacji doszło do licznych nadużyć.

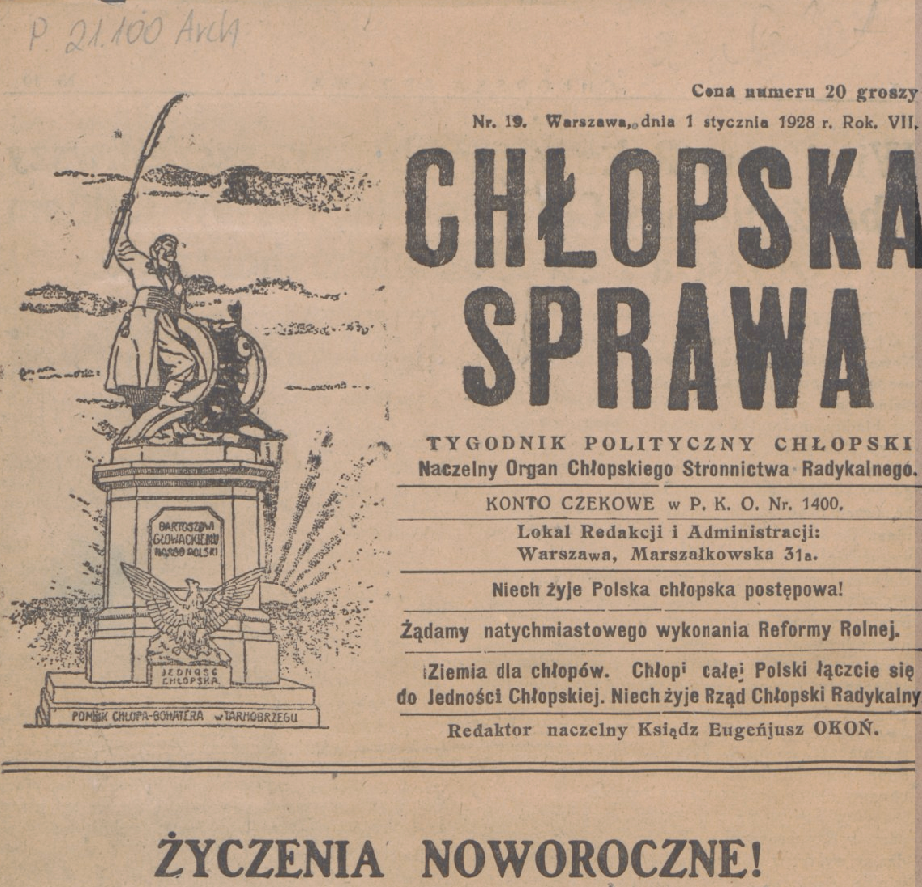
Winieta Chłopskiej Sprawy - organu prasowego Chłopskiego Stronnictwa Radykalnego, partii utworzonej przez Eugeniusza Okonia i Tomasza Dąbala. Na winiecie widoczny jest pomnik Bartosza Głowackiego w Tarnobrzegu, pod którym to miał miejsce wiec będący zaczątkiem istnienia Republiki

W wyborach 26 stycznia 1919 lista przedstawicieli Republiki Tarnobrzeskiej uzyskała 75 tys. głosów, podczas gdy koalicja przeciwna 15 tys., a lista żydowska 5 tys. Jej posłami w ramach klubu Polskie Stronnictwo Ludowe – Lewica zostali Tomasz Dąbal, Franciszek Krempa, Wojciech Marchut i Eugeniusz Okoń i Jan Sudoł. W tej sytuacji Okonia zwolniono z aresztu. Działalność Republiki Tarnobrzeskiej ustała, jednak jej posłowie, zwani Dąbalowcami, mieli wpływ na politykę lokalną, doprowadzając m.in. jesienią 1919 do przeniesienia Borowca. Z czasem ich wpływ słabł, a oni sami poróżnili się politycznie. Masowe rabunki nie miały już miejsca, a pojedyncze incydenty dotykały także byłych działaczy Republiki Tarnobrzeskiej, gdyż ofiarą grabieży padł Stefan Grzywacz.